# João Álvares
João Álvares (Torres Novas, 1406 o 1408 – Penafiel, ca. 1490) è stato uno scrittore portoghese, membro dell'Ordine benedettino.
Fu per un certo periodo (1437-1443) compagno di prigionia di Ferdinando d'Aviz, l'infante santo, e ne riportò i resti in patria dopo la morte del nobile e la successiva liberazione del religioso.